# Hinrich Rapesulver
Hinrich Rapesulver († 1440 in Lübeck) war ein deutscher Kaufmann, Ratsherr und Bürgermeister der Hansestadt Lübeck.

## Leben
Rapesulver wurde 1406 Lübecker Ratsherr und verließ 1408 mit dem Alten Rat die Stadt. 1416 gelangte er mit Rückkehr des Alten Rates wieder in den Rat zurück. Er gehörte neben Jordan Pleskow und Konrad Brekewoldt zu den führenden Politikern seiner Zeit in Lübeck. Er vertrat die Stadt und auch die Hanse insgesamt bei einer Vielzahl diplomatischer Missionen und Verhandlungen. Darüber hinaus war er aufgrund seiner Vermögenssituation in der Lage, der Stadt über Anleihen mehrfach die notwendigen Finanzmittel für Vorhaben zu stellen, so beispielsweise den Ankauf von Behlendorf. 1429 lieh er der Stadt Lübeck zum Zwecke der Kriegsführung gemeinsam mit Johann Bere den Betrag von 4000 Mark Lübisch. Über sein Testament aus dem Jahr 1439 begünstigte er eine größere Zahl von Stiftungen in Lübeck.
Hinrich Rapesulver wohnte von 1407 bis 1431 in der Fleischhauerstraße 19, später in der Königstraße 39. Er gehörte der Zirkelgesellschaft an. In Testamenten Lübecker Bürger wird er mehrfach als Urkundszeuge und als Vormund aufgeführt.

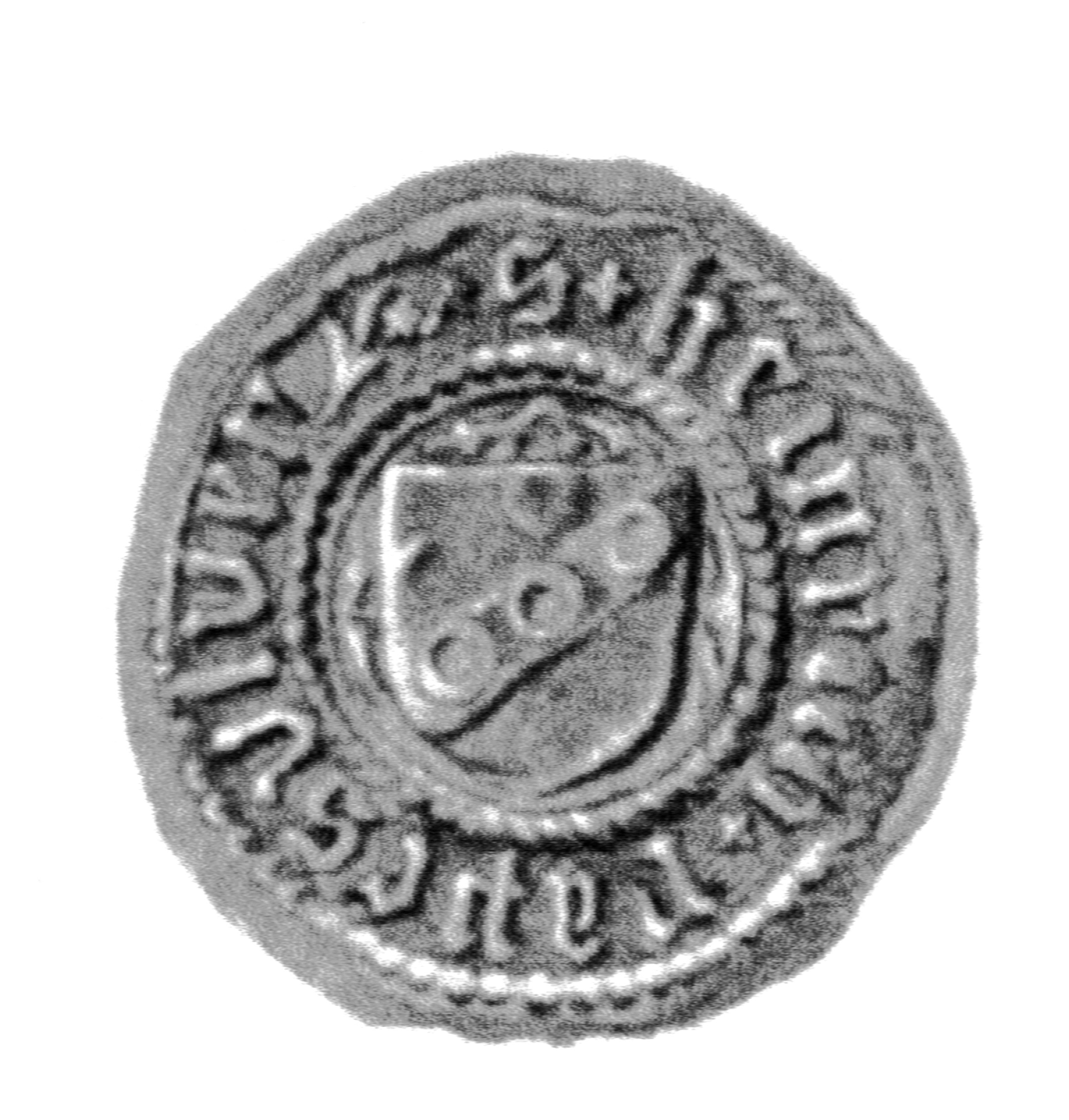
Siegel des Hinrich Rapesulver um 1408
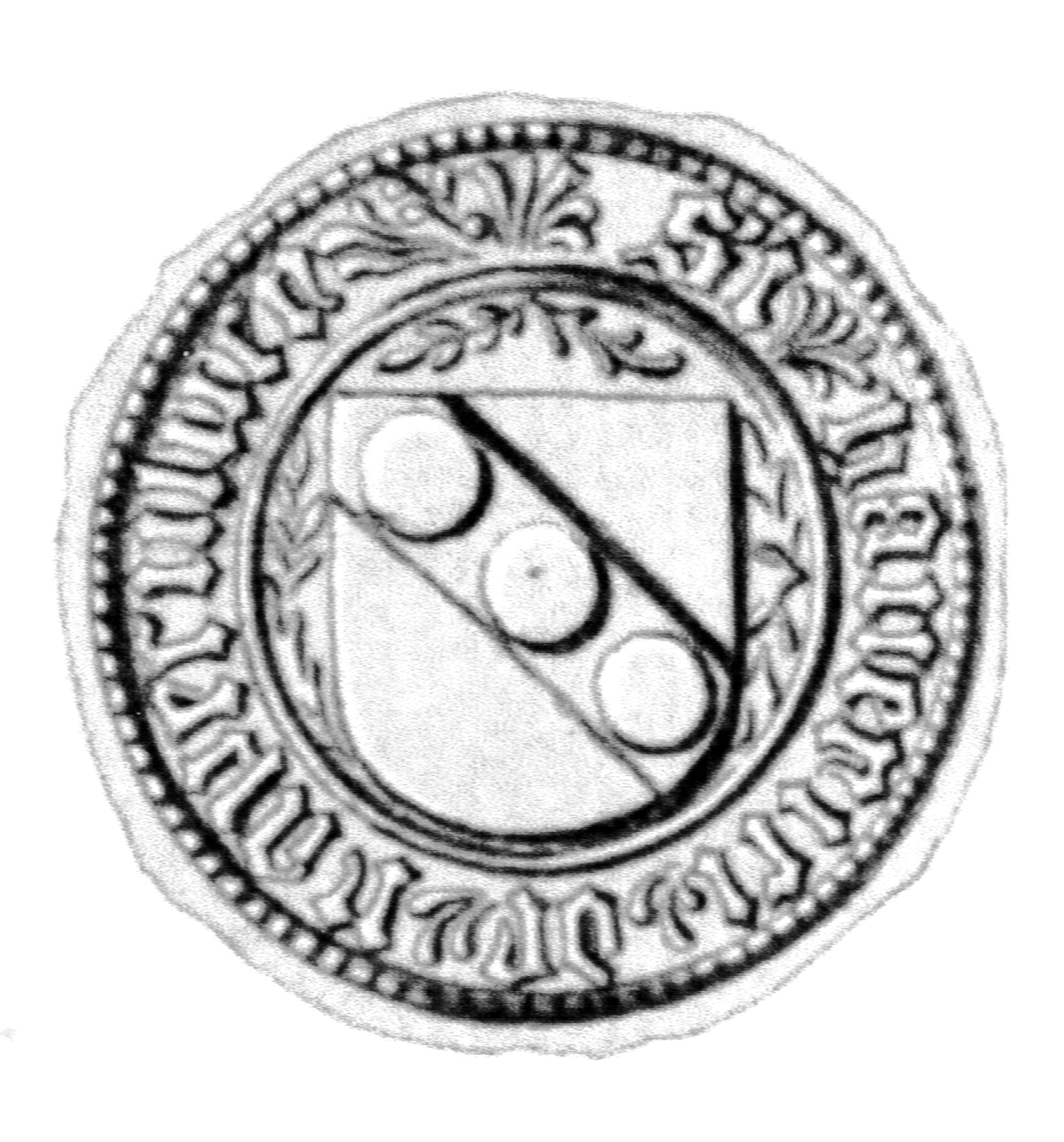
Siegel des Hinrich Rapesulver um 1417
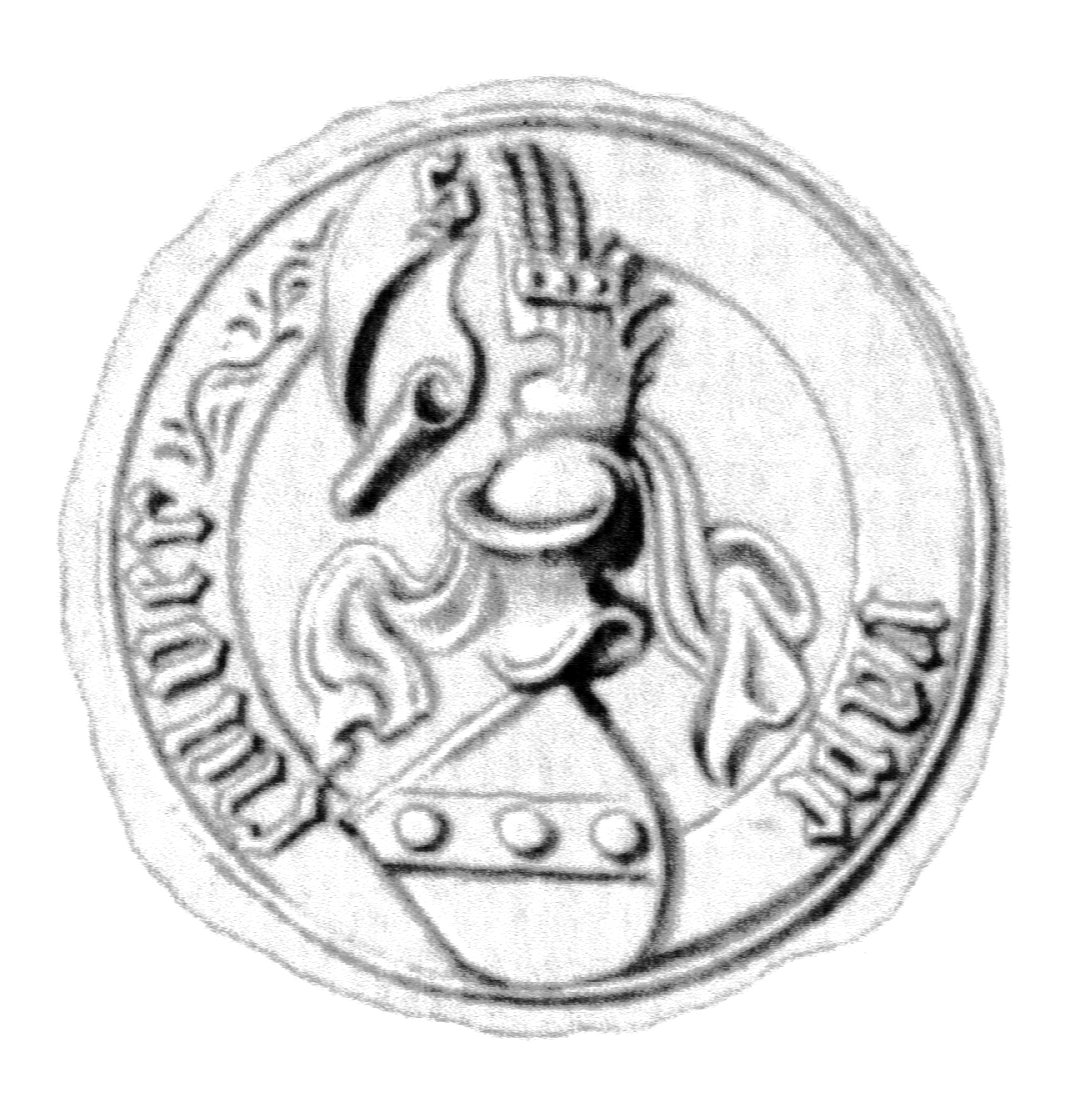
Siegel des Hinrich Rapesulver um 1436